# 比苏姆
比苏姆是德国石勒苏益格－荷尔斯泰因州的一个市镇。总面积8.48平方公里，总人口5037人，其中男性2345人，女性2692人（2011年12月31日），人口密度594人/平方公里。